# Medaliści Zimowych Igrzysk Olimpijskich 2006
Medaliści Zimowych Igrzysk Olimpijskich 2006 – lista zawodników, którzy zdobyli medale w poszczególnych konkurencjach podczas Zimowych Igrzysk Olimpijskich 2006, które odbyły się w Turynie w dniach 10–26 lutego.

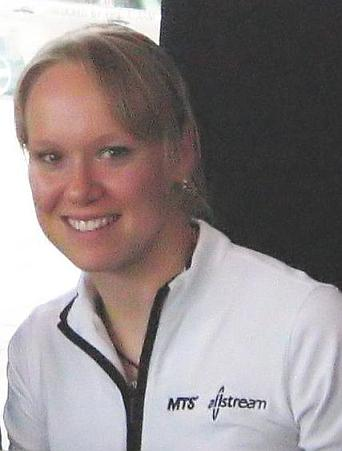
Cindy Klassen – zdobywczyni pięciu medali, w tym jednego złotego

## Biathlon
| Konkurencja                | Złoto                                                                          | Srebro                                                                  | Brąz                                                                            |
| Sprint mężczyzn            | Sven Fischer Niemcy (GER)                                                      | Halvard Hanevold Norwegia (NOR)                                         | Frode Andresen Norwegia (NOR)                                                   |
| Bieg pościgowy mężczyzn    | Vincent Defrasne Francja (FRA)                                                 | Ole Einar Bjørndalen Norwegia (NOR)                                     | Sven Fischer Niemcy (GER)                                                       |
| Bieg masowy mężczyzn       | Michael Greis Niemcy (GER)                                                     | Tomasz Sikora Polska (POL)                                              | Ole Einar Bjørndalen Norwegia (NOR)                                             |
| Bieg indywidualny mężczyzn | Michael Greis Niemcy (GER)                                                     | Ole Einar Bjørndalen Norwegia (NOR)                                     | Halvard Hanevold Norwegia (NOR)                                                 |
| Sztafeta mężczyzn          | Niemcy Ricco Groß Michael Rösch Sven Fischer Michael Greis                     | Rosja Iwan Czeriezow Siergiej Czepikow Pawieł Rostowcew Nikołaj Krugłow | Francja Julien Robert Vincent Defrasne Ferréol Cannard Raphaël Poirée           |
| Sprint kobiet              | Florence Baverel-Robert Francja (FRA)                                          | Anna Carin Olofsson Szwecja (SWE)                                       | Lilija Jefremowa Ukraina (UKR)                                                  |
| Bieg pościgowy kobiet      | Kati Wilhelm Niemcy (GER)                                                      | Martina Glagow Niemcy (GER)                                             | Albina Achatowa Rosja (RUS)                                                     |
| Bieg masowy kobiet         | Anna Carin Olofsson Szwecja (SWE)                                              | Kati Wilhelm Niemcy (GER)                                               | Uschi Disl Niemcy (GER)                                                         |
| Bieg indywidualny kobiet   | Swietłana Iszmuratowa Rosja (RUS)                                              | Martina Glagow Niemcy (GER)                                             | Albina Achatowa Rosja (RUS)                                                     |
| Sztafeta kobiet            | Rosja Anna Bogalij-Titowiec Swietłana Iszmuratowa Olga Zajcewa Albina Achatowa | Niemcy Martina Glagow Andrea Henkel Katrin Apel Kati Wilhelm            | Francja Delphyne Peretto Florence Baverel-Robert Sylvie Becaert Sandrine Bailly |

## Biegi narciarskie
| Konkurencja                 | Złoto                                                                                    | Srebro                                                                    | Brąz                                                                        |
| Sprint mężczyzn             | Björn Lind Szwecja (SWE)                                                                 | Roddy Darragon Francja (FRA)                                              | Thobias Fredriksson Szwecja (SWE)                                           |
| Bieg na 15 km mężczyzn      | Andrus Veerpalu Estonia (EST)                                                            | Lukáš Bauer Czechy (CZE)                                                  | Tobias Angerer Niemcy (GER)                                                 |
| Bieg łączony mężczyzn       | Jewgienij Diemientjew Rosja (RUS)                                                        | Frode Estil Norwegia (NOR)                                                | Pietro Piller Cottrer Włochy (ITA)                                          |
| Bieg na 50 km mężczyzn      | Giorgio Di Centa Włochy (ITA)                                                            | Jewgienij Diemientjew Rosja (RUS)                                         | Michaił Botwinow Austria (AUT)                                              |
| Sprint drużynowy mężczyzn   | Szwecja Thobias Fredriksson Björn Lind                                                   | Norwegia Jens Arne Svartedal Tor Arne Hetland                             | Rosja Iwan Ałypow Wasilij Roczew                                            |
| Sztafeta 4 × 10 km mężczyzn | Włochy Fulvio Valbusa Giorgio Di Centa Pietro Piller Cottrer Cristian Zorzi              | Niemcy Andreas Schlütter Jens Filbrich René Sommerfeldt Tobias Angerer    | Szwecja Mats Larsson Johan Olsson Anders Södergren Mathias Fredriksson      |
| Sprint kobiet               | Chandra Crawford Kanada (CAN)                                                            | Claudia Künzel Niemcy (GER)                                               | Alona Sidko Rosja (RUS)                                                     |
| Bieg na 10 km kobiet        | Kristina Šmigun Estonia (EST)                                                            | Marit Bjørgen Norwegia (NOR)                                              | Hilde G. Pedersen Norwegia (NOR)                                            |
| Bieg łączony kobiet         | Kristina Šmigun Estonia (EST)                                                            | Kateřina Neumannová Czechy (CZE)                                          | Jewgienija Miedwiediewa Rosja (RUS)                                         |
| Bieg na 30 km kobiet        | Kateřina Neumannová Czechy (CZE)                                                         | Julija Czepałowa Rosja (RUS)                                              | Justyna Kowalczyk Polska (POL)                                              |
| Sprint drużynowy kobiet     | Szwecja Lina Andersson Anna Dahlberg                                                     | Kanada Sara Renner Beckie Scott                                           | Finlandia Aino-Kaisa Saarinen Virpi Kuitunen                                |
| Sztafeta 4 × 5 km kobiet    | Rosja Natalia Baranowa-Masałkina Łarisa Kurkina Julija Czepałowa Jewgienija Miedwiediewa | Niemcy Stefanie Böhler Viola Bauer Evi Sachenbacher-Stehle Claudia Künzel | Włochy Arianna Follis Gabriella Paruzzi Antonella Confortola Sabina Valbusa |

## Bobsleje
| Konkurencja      | Złoto                                                  | Srebro                                                                        | Brąz                                                             |
| Dwójki mężczyzn  | Niemcy Kevin Kuske André Lange                         | Kanada Pierre Lueders Lascelles Brown                                         | Szwajcaria Martin Annen Beat Hefti                               |
| Czwórki mężczyzn | Niemcy Kevin Kuske René Hoppe Martin Putze André Lange | Rosja Aleksiej Wojewoda Aleksiej Sieliwierstow Filip Jegorow Aleksandr Zubkow | Szwajcaria Martin Annen Cedric Grand Thomas Lamparter Beat Hefti |
| Dwójki kobiet    | Niemcy Sandra Kiriasis Anja Schneiderheinze            | Stany Zjednoczone Shauna Rohbock Valerie Fleming                              | Włochy Gerda Weissensteiner Jennifer Isacco                      |

## Curling
| Konkurencja      | Złoto                                                                      | Srebro                                                                                  | Brąz                                                                             |
| Turniej mężczyzn | Kanada Brad Gushue Mark Nichols Russ Howard Jamie Korab Mike Adam          | Finlandia Markku Uusipaavalniemi Wille Mäkelä Kalle Kiiskinen Teemu Salo Jani Sullanmaa | Stany Zjednoczone Pete Fenson Shawn Rojeski Joseph Polo John Shuster Scott Baird |
| Turniej kobiet   | Szwecja Anette Norberg Eva Lund Cathrine Lindahl Anna Svärd Ulrika Bergman | Szwajcaria Mirjam Ott Binia Beeli Valeria Spälty Michèle Moser Manuela Kormann          | Kanada Shannon Kleibrink Amy Nixon Glenys Bakker Christine Keshen Sandra Jenkins |

## Hokej na lodzie
| Konkurencja      | Złoto | Srebro | Brąz |
| Turniej mężczyzn | Szwecja Daniel Alfredsson P.J. Axelsson Christian Bäckman Peter Forsberg Mika Hannula Niclas Hävelid Tomas Holmström Jörgen Jönsson Kenny Jönsson Niklas Kronwall Nicklas Lidström Stefan Liv Henrik Lundqvist Fredrik Modin Mattias Öhlund Samuel Påhlsson Mikael Samuelsson Daniel Sedin Henrik Sedin Mats Sundin Ronnie Sundin Mikael Tellqvist Daniel Tjärnqvist Henrik Zetterberg | Finlandia Niklas Bäckström Aki-Petteri Berg Niklas Hagman Jukka Hentunen Jussi Jokinen Olli Jokinen Niko Kapanen Mikko Koivu Saku Koivu Lasse Kukkonen Antti Laaksonen Jere Lehtinen Toni Lydman Antti-Jussi Niemi Ville Nieminen Antero Niittymäki Fredrik Norrena Petteri Nummelin Teppo Numminen Ville Peltonen Jarkko Ruutu Sami Salo Teemu Selänne Kimmo Timonen | Czechy Jan Bulis Petr Čajánek Patrik Eliáš Martin Erat Dominik Hašek Milan Hejduk Aleš Hemský Milan Hnilička Jaromír Jágr František Kaberle Tomáš Kaberle Aleš Kotalík Filip Kuba Pavel Kubina Robert Lang Marek Malík Rostislav Olesz Václav Prospal Martin Ručínský Dušan Salfický Jaroslav Špaček Martin Straka Tomáš Vokoun David Výborný Marek Židlický |
| Turniej kobiet   | Kanada Meghan Agosta Gillian Apps Jennifer Botterill Cassie Campbell Gillian Ferrari Danielle Goyette Jayna Hefford Becky Kellar Gina Kingsbury Charline Labonté Carla MacLeod Caroline Ouellette Cherie Piper Cheryl Pounder Colleen Sostorics Kim St-Pierre Vicky Sunohara Sarah Vaillancourt Katie Weatherston Hayley Wickenheiser                                                  | Szwecja Cecilia Andersson Gunilla Andersson Jenni Asserholt Ann-Louise Edstrand Joa Elfsberg Emma Eliasson Erika Holst Nanna Jansson Ylva Lindberg Jenny Lindqvist Kristina Lundberg Kim Martin Frida Nevalainen Emilie O’Konor Maria Rooth Danijela Rundqvist Therese Sjölander Katarina Timglas Anna Vikman Pernilla Winberg                                        | Stany Zjednoczone Caitlin Cahow Julie Chu Natalie Darwitz Pam Dreyer Tricia Dunn-Luoma Molly Engstrom Chanda Gunn Jamie Hagerman Kim Insalaco Kathleen Kauth Courtney Kennedy Katie King Kristin King Sarah Parsons Jenny Potter Helen Resor Angela Ruggiero Kelly Stephens Lyndsay Wall Krissy Wendell                                                      |

## Kombinacja norweska
| Konkurencja                    | Złoto                                                                | Srebro                                                            | Brąz                                                                 |
| Kombinacja indywidualna sprint | Felix Gottwald Austria (AUT)                                         | Magnus Moan Norwegia (NOR)                                        | Georg Hettich Niemcy (GER)                                           |
| Kombinacja indywidualna        | Georg Hettich Niemcy (GER)                                           | Felix Gottwald Austria (AUT)                                      | Magnus Moan Norwegia (NOR)                                           |
| Konkurs drużynowy              | Austria Michael Gruber Christoph Bieler Felix Gottwald Mario Stecher | Niemcy Björn Kircheisen Georg Hettich Ronny Ackermann Jens Gaiser | Finlandia Antti Kuisma Anssi Koivuranta Jaakko Tallus Hannu Manninen |

## Łyżwiarstwo figurowe
| Konkurencja   | Złoto                                    | Srebro                                          | Brąz                                    |
| Soliści       | Jewgienij Pluszczenko Rosja (RUS)        | Stéphane Lambiel Szwajcaria (CHE)               | Jeffrey Buttle Kanada (CAN)             |
| Solistki      | Shizuka Arakawa Japonia (JPN)            | Sasha Cohen Stany Zjednoczone (USA)             | Irina Słucka Rosja (RUS)                |
| Pary sportowe | Rosja Tatjana Tot'mianina Maksim Marinin | Chiny Zhang Dan Zhang Hao                       | Chiny Shen Xue Zhao Hongbo              |
| Pary taneczne | Rosja Tatjana Nawka Roman Kostomarow     | Stany Zjednoczone Tanith Belbin Benjamin Agosto | Ukraina Ołena Hruszyna Rusłan Honczarow |

## Łyżwiarstwo szybkie
| Konkurencja             | Złoto                                                                                       | Srebro                                                                             | Brąz                                                                                                   |
| 500 m mężczyzn          | Joey Cheek Stany Zjednoczone (USA)                                                          | Dmitrij Dorofiejew Rosja (RUS)                                                     | Lee Kang-seok Korea Południowa (KOR)                                                                   |
| 1000 m mężczyzn         | Shani Davis Stany Zjednoczone (USA)                                                         | Joey Cheek Stany Zjednoczone (USA)                                                 | Erben Wennemars Holandia (NED)                                                                         |
| 1500 m mężczyzn         | Enrico Fabris Włochy (ITA)                                                                  | Shani Davis Stany Zjednoczone (USA)                                                | Chad Hedrick Stany Zjednoczone (USA)                                                                   |
| 5000 m mężczyzn         | Chad Hedrick Stany Zjednoczone (USA)                                                        | Sven Kramer Holandia (NED)                                                         | Enrico Fabris Włochy (ITA)                                                                             |
| 10 000 m mężczyzn       | Bob de Jong Holandia (NED)                                                                  | Chad Hedrick Stany Zjednoczone (USA)                                               | Carl Verheijen Holandia (NLD)                                                                          |
| Bieg drużynowy mężczyzn | Włochy Matteo Anesi Stefano Donagrandi Enrico Fabris Ippolito Sanfratello                   | Kanada Arne Dankers Steven Elm Denny Morrison Jason Parker Justin Warsylewicz      | Holandia Sven Kramer Rintje Ritsma Mark Tuitert Carl Verheijen Erben Wennemars                         |
| 500 m kobiet            | Swietłana Żurowa Rosja (RUS)                                                                | Wang Manli Chiny (CHN)                                                             | Ren Hui Chiny (CHN)                                                                                    |
| 1000 m kobiet           | Marianne Timmer Holandia (NED)                                                              | Cindy Klassen Kanada (CAN)                                                         | Anni Friesinger Niemcy (GER)                                                                           |
| 1500 m kobiet           | Cindy Klassen Kanada (CAN)                                                                  | Kristina Groves Kanada (CAN)                                                       | Ireen Wüst Holandia (NED)                                                                              |
| 3000 m kobiet           | Ireen Wüst Holandia (NED)                                                                   | Renate Groenewold Holandia (NED)                                                   | Cindy Klassen Kanada (CAN)                                                                             |
| 5000 m kobiet           | Clara Hughes Kanada (CAN)                                                                   | Claudia Pechstein Niemcy (GER)                                                     | Cindy Klassen Kanada (CAN)                                                                             |
| Bieg drużynowy kobiet   | Niemcy Daniela Anschütz-Thoms Anni Friesinger Lucille Opitz Claudia Pechstein Sabine Völker | Kanada Kristina Groves Clara Hughes Cindy Klassen Christine Nesbitt Shannon Rempel | Rosja Jekatierina Abramowa Warwara Baryszewa Hałyna Likaczowa Jekatierina Łobyszewa Swietłana Wysokowa |

## Narciarstwo alpejskie
| Konkurencja              | Złoto                                 | Srebro                           | Brąz                                |
| Slalom mężczyzn          | Benjamin Raich Austria (AUT)          | Reinfried Herbst Austria (AUT)   | Rainer Schönfelder Austria (AUT)    |
| Slalom gigant mężczyzn   | Benjamin Raich Austria (AUT)          | Joël Chenal Francja (FRA)        | Hermann Maier Austria (AUT)         |
| Super gigant mężczyzn    | Kjetil André Aamodt Norwegia (NOR)    | Hermann Maier Austria (AUT)      | Ambrosi Hoffmann Szwajcaria (SUI)   |
| Zjazd mężczyzn           | Antoine Dénériaz Francja (FRA)        | Michael Walchhofer Austria (AUT) | Bruno Kernen Szwajcaria (SUI)       |
| Superkombinacja mężczyzn | Ted Ligety Stany Zjednoczone (USA)    | Ivica Kostelić Chorwacja (CRO)   | Rainer Schönfelder Austria (AUT)    |
| Slalom kobiet            | Anja Pärson Szwecja (SWE)             | Nicole Hosp Austria (AUT)        | Marlies Schild Austria (AUT)        |
| Slalom gigant kobiet     | Julia Mancuso Stany Zjednoczone (USA) | Tanja Poutiainen Finlandia (FIN) | Anna Ottosson Szwecja (SWE)         |
| Supergigant kobiet       | Michaela Dorfmeister Austria (AUT)    | Janica Kostelić Chorwacja (CRO)  | Alexandra Meissnitzer Austria (AUT) |
| Zjazd kobiet             | Michaela Dorfmeister Austria (AUT)    | Martina Schild Szwajcaria (SUI)  | Anja Pärson Szwecja (SWE)           |
| Superkombinacja kobiet   | Janica Kostelić Chorwacja (CRO)       | Marlies Schild Austria (AUT)     | Anja Pärson Szwecja (SWE)           |

## Narciarstwo dowolne
| Konkurencja                 | Złoto                           | Srebro                              | Brąz                                |
| Jazda na muldach mężczyzn   | Dale Begg-Smith Australia (AUS) | Mikko Ronkainen Finlandia (FIN)     | Toby Dawson Stany Zjednoczone (USA) |
| Skoki akrobatyczne mężczyzn | Han Xiaopeng Chiny (CHN)        | Dzmitryj Daszczynski Białoruś (BLR) | Władimir Lebiediew Rosja (RUS)      |
| Jazda na muldach kobiet     | Jennifer Heil Kanada (CAN)      | Kari Traa Norwegia (NOR)            | Sandra Laoura Francja (FRA)         |
| Skoki akrobatyczne kobiet   | Evelyne Leu Szwajcaria (SUI)    | Li Nina Chiny (CHN)                 | Alisa Camplin Australia (AUS)       |

## Saneczkarstwo
| Konkurencja      | Złoto                                  | Srebro                                   | Brąz                                             |
| Jedynki mężczyzn | Armin Zöggeler Włochy (ITA)            | Albert Diemczenko Rosja (RUS)            | Mārtiņš Rubenis Łotwa (LAT)                      |
| Jedynki kobiet   | Sylke Otto Niemcy (GER)                | Silke Kraushaar Niemcy (GER)             | Tatjana Hüfner Niemcy (GER)                      |
| Dwójki mężczyzn  | Austria Andreas Linger Wolfgang Linger | Niemcy André Florschütz Torsten Wustlich | Włochy Gerhard Plankensteiner Oswald Haselrieder |

## Short track
| Konkurencja              | Złoto                                                                           | Srebro                                                                                         | Brąz                                                                     |
| 500 m mężczyzn           | Apolo Anton Ohno Stany Zjednoczone (USA)                                        | François-Louis Tremblay Kanada (CAN)                                                           | Ahn Hyun-soo Korea Południowa (KOR)                                      |
| 1000 m mężczyzn          | Ahn Hyun-soo Korea Południowa (KOR)                                             | Lee Ho-suk Korea Południowa (KOR)                                                              | Apolo Anton Ohno Stany Zjednoczone (USA)                                 |
| 1500 m mężczyzn          | Ahn Hyun-soo Korea Południowa (KOR)                                             | Lee Ho-suk Korea Południowa (KOR)                                                              | Li Jiajun Chiny (CHN)                                                    |
| Bieg sztafetowy mężczyzn | Korea Południowa Ahn Hyun-soo Lee Ho-suk Oh Se-jong Seo Ho-jin Song Suk-woo     | Kanada Éric Bédard Jonathan Guilmette Charles Hamelin François-Louis Tremblay Mathieu Turcotte | Stany Zjednoczone Alex Izykowski J.P. Kepka Apolo Anton Ohno Rusty Smith |
| 500 m kobiet             | Wang Meng Chiny (CHN)                                                           | Jewgenia Radanowa Bułgaria (BUL)                                                               | Anouk Leblanc-Boucher Kanada (CAN)                                       |
| 1000 m kobiet            | Jin Sun-yu Korea Południowa (KOR)                                               | Wang Meng Chiny (CHN)                                                                          | Yang Yang (A) Chiny (CHN)                                                |
| 1500 m kobiet            | Jin Sun-yu Korea Południowa (KOR)                                               | Choi Eun-kyung Korea Południowa (KOR)                                                          | Wang Meng Chiny (CHN)                                                    |
| Bieg sztafetowy kobiet   | Korea Południowa Byun Chun-sa Choi Eun-kyung Jeon Da-hye Jin Sun-yu Kang Yun-mi | Kanada Alanna Kraus Anouk Leblanc-Boucher Amanda Overland Kalyna Roberge Tania Vicent          | Włochy Arianna Fontana Marta Capurso Katia Zini Mara Zini                |

## Skeleton
| Konkurencja    | Złoto                                | Srebro                               | Brąz                                        |
| Ślizg mężczyzn | Duff Gibson Kanada (CAN)             | Jeff Pain Kanada (CAN)               | Gregor Stähli Szwajcaria (SUI)              |
| Ślizg kobiet   | Maya Pedersen-Bieri Szwajcaria (SUI) | Shelley Rudman Wielka Brytania (GBR) | Mellisa Hollingsworth-Richards Kanada (CAN) |

## Skoki narciarskie
| Konkurencja       | Złoto                                                                  | Srebro                                                           | Brąz                                                                       |
| Skocznia normalna | Lars Bystøl Norwegia (NOR)                                             | Matti Hautamäki Finlandia (FIN)                                  | Roar Ljøkelsøy Norwegia (NOR)                                              |
| Skocznia duża     | Thomas Morgenstern Austria (AUT)                                       | Andreas Kofler Austria (AUT)                                     | Lars Bystøl Norwegia (NOR)                                                 |
| Konkurs drużynowy | Austria Andreas Widhölzl Andreas Kofler Martin Koch Thomas Morgenstern | Finlandia Tami Kiuru Janne Happonen Janne Ahonen Matti Hautamäki | Norwegia Lars Bystøl Bjørn Einar Romøren Tommy Ingebrigtsen Roar Ljøkelsøy |

## Snowboard
| Konkurencja                       | Złoto                                | Srebro                                     | Brąz                                   |
| Halfpipe mężczyzn                 | Shaun White Stany Zjednoczone (USA)  | Danny Kass Stany Zjednoczone (USA)         | Markku Koski Finlandia (FIN)           |
| Slalom gigant równoległy mężczyzn | Philipp Schoch Szwajcaria (SUI)      | Simon Schoch Szwajcaria (SUI)              | Siegfried Grabner Austria (AUT)        |
| Snowboard cross mężczyzn          | Seth Wescott Stany Zjednoczone (USA) | Radoslav Židek Słowacja (SVK)              | Paul-Henri de Le Rue Francja (FRA)     |
| Halfpipe kobiet                   | Hannah Teter Stany Zjednoczone (USA) | Gretchen Bleiler Stany Zjednoczone (USA)   | Kjersti Buaas Norwegia (NOR)           |
| Slalom gigant równoległy kobiet   | Daniela Meuli Szwajcaria (SUI)       | Amelie Kober Niemcy (GER)                  | Rosey Fletcher Stany Zjednoczone (USA) |
| Snowboard cross kobiet            | Tanja Frieden Szwajcaria (SUI)       | Lindsey Jacobellis Stany Zjednoczone (USA) | Dominique Maltais Kanada (CAN)         |

## Multimedaliści
Lista przedstawia zawodników którzy zdobyli dwa złote medale lub przynajmniej trzy medale z dowolnego kruszcu.
| Zawodnik              | Narodowość        | Dyscyplina            | Złoto | Srebro | Brąz | Razem |
| --------------------- | ----------------- | --------------------- | ----- | ------ | ---- | ----- |
| Ahn Hyun-soo          | Korea Południowa  | Short track           | 3     | 0      | 1    | 4     |
| Michael Greis         | Niemcy            | Biathlon              | 3     | 0      | 0    | 3     |
| Jin Sun-yu            | Korea Południowa  | Short track           | 3     | 0      | 0    | 3     |
| Felix Gottwald        | Austria           | Kombinacja norweska   | 2     | 1      | 0    | 3     |
| Enrico Fabris         | Włochy            | Łyżwiarstwo szybkie   | 2     | 0      | 1    | 3     |
| Sven Fischer          | Niemcy            | Biathlon              | 2     | 0      | 1    | 3     |
| Giorgio Di Centa      | Włochy            | Biegi narciarskie     | 2     | 0      | 0    | 1     |
| Michaela Dorfmeister  | Austria           | Narciarstwo alpejskie | 2     | 0      | 0    | 2     |
| Swietłana Iszmuratowa | Rosja             | Biathlon              | 2     | 0      | 0    | 2     |
| Kevin Kuske           | Niemcy            | Bobsleje              | 2     | 0      | 0    | 2     |
| André Lange           | Niemcy            | Bobsleje              | 2     | 0      | 0    | 2     |
| Björn Lind            | Szwecja           | Biegi narciarskie     | 2     | 0      | 0    | 2     |
| Thomas Morgenstern    | Austria           | Skoki narciarskie     | 2     | 0      | 0    | 2     |
| Benjamin Raich        | Austria           | Narciarstwo alpejskie | 2     | 0      | 0    | 2     |
| Kristina Šmigun       | Estonia           | Biegi narciarskie     | 2     | 0      | 0    | 2     |
| Cindy Klassen         | Kanada            | Łyżwiarstwo szybkie   | 1     | 2      | 2    | 5     |
| Lee Ho-suk            | Korea Południowa  | Short track           | 1     | 2      | 0    | 3     |
| Kati Wilhelm          | Niemcy            | Biathlon              | 1     | 2      | 0    | 3     |
| Chad Hedrick          | Stany Zjednoczone | Łyżwiarstwo szybkie   | 1     | 1      | 1    | 3     |
| Georg Hettich         | Niemcy            | Kombinacja norweska   | 1     | 1      | 1    | 3     |
| Wang Meng             | Chiny             | Short track           | 1     | 0      | 2    | 3     |
| Albina Achatowa       | Rosja             | Biathlon              | 1     | 0      | 2    | 3     |
| Lars Bystøl           | Norwegia          | Skoki narciarskie     | 1     | 0      | 2    | 3     |
| Apolo Anton Ohno      | Stany Zjednoczone | Short track           | 1     | 0      | 2    | 3     |
| Anja Pärson           | Szwecja           | Narciarstwo alpejskie | 1     | 0      | 2    | 3     |
| Martina Glagow        | Niemcy            | Biathlon              | 0     | 3      | 0    | 3     |
| Ole Einar Bjørndalen  | Norwegia          | Biathlon              | 0     | 2      | 1    | 3     |